# Indianapolis 500 1994
Indianapolis 500 1994 – 78. edycja wyścigu rozegranego na torze Indianapolis Motor Speedway odbyła się 29 maja 1994 roku w ramach serii CART. Udział w nim wzięło 33 kierowców z 10 krajów.

## Ustawienie na starcie
| Linia | Wewnątrz | Wewnątrz               | Na środku | Na środku             | Na zewnątrz | Na zewnątrz            |
| ----- | -------- | ---------------------- | --------- | --------------------- | ----------- | ---------------------- |
| 1     | 31       | Al Unser Jr. (W)       | 5         | Raúl Boesel           | 2           | Emerson Fittipaldi (W) |
| 2     | 12       | Jacques Villeneuve (R) | 8         | Michael Andretti      | 90          | Lyn St. James          |
| 3     | 1        | Nigel Mansell          | 28        | Arie Luyendyk (W)     | 6           | Mario Andretti (W)     |
| 4     | 33       | John Andretti          | 27        | Eddie Cheever         | 17          | Dominic Dobson         |
| 5     | 91       | Stan Fox               | 99        | Hideshi Matsuda (R)   | 79          | Dennis Vitolo (R)      |
| 6     | 18       | Jimmy Vasser           | 71        | Scott Sharp (R)       | 22          | Hiro Matsushita        |
| 7     | 9        | Robby Gordon           | 21        | Roberto Guerrero      | 19          | Brian Till (R)         |
| 8     | 14       | Bryan Herta (R)        | 59        | Scott Brayton         | 11          | Teo Fabi               |
| 9     | 3        | Paul Tracy             | 7         | Adrián Fernández (R)  | 16          | Stefan Johansson       |
| 10    | 4        | Bobby Rahal            | 88        | Maurício Gugelmin (R) | 45          | John Paul Jr.          |
| 11    | 10       | Mike Groff             | 25        | Marco Greco           | 40          | Scott Goodyear         |

- (W) = wygrał w przeszłości Indianapolis 500
- (R) = pierwszy start w Indianapolis 500

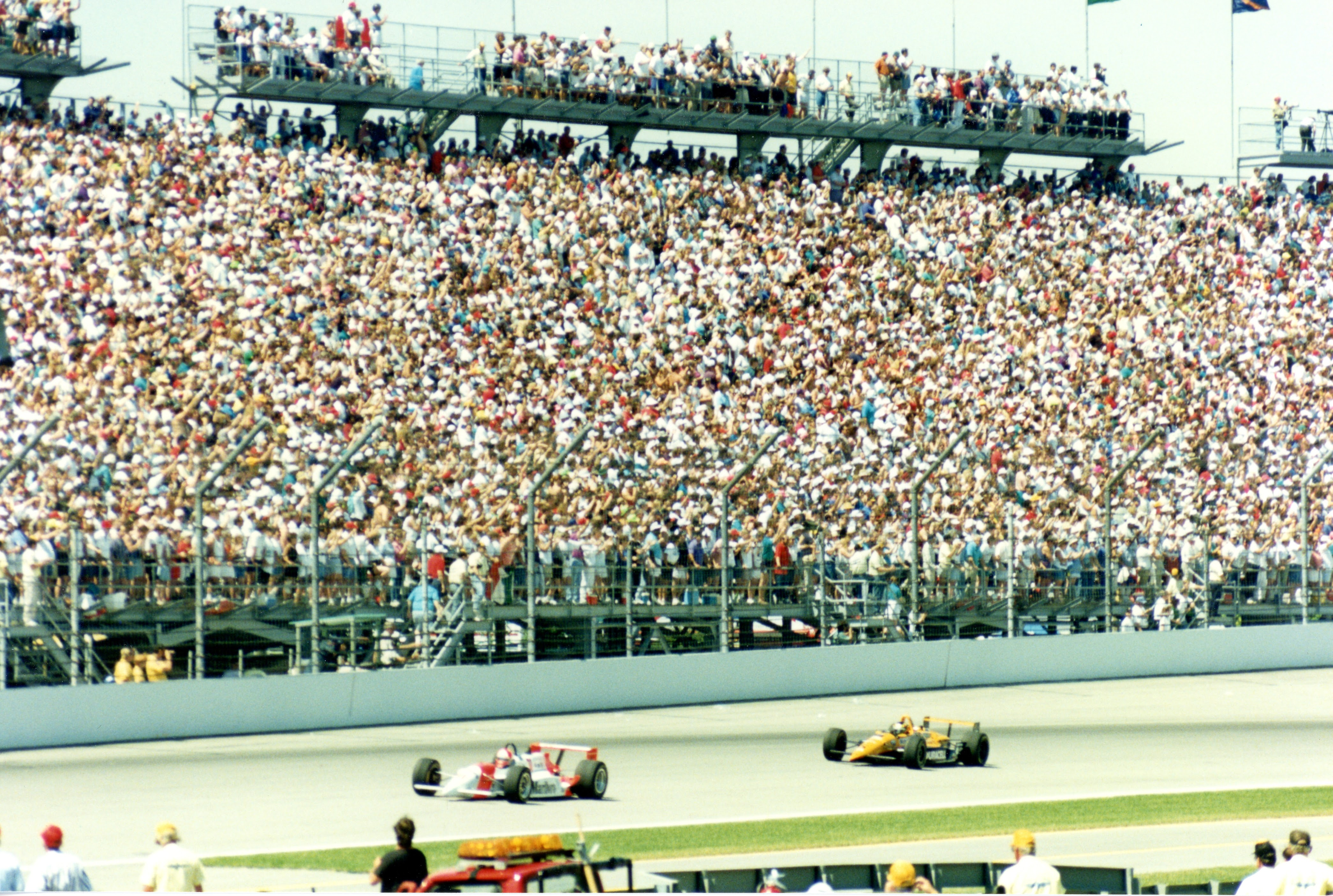

Nie zakwalifikowali się:

#94  Jeff Andretti

#39  Ross Bentley (R)

#61  Gary Bettenhausen

#59  Geoff Brabham

#30  Pancho Carter

#74  Jim Crawford

#35  Fredrik Ekblom (R)

#42  Michael Greenfield (R)

#30  Stéphan Grégoire

#40  Davy Jones

#23, #94  Buddy Lazier

#44  Roberto Moreno

#44, #79  Tero Palmroth

#42  Johnny Parsons

#9, #24  Willy T. Ribbs

#15  Mark Smith (R)

## Wyścig
| P                                                                                      | Start                                     | Nr                                        | Kierowca                                  | N                                         | S                                         | Okrążeń                                   | NP                                        | Czas/Powód wycofania                | Zespół                              | Punkty                              |
| -------------------------------------------------------------------------------------- | ----------------------------------------- | ----------------------------------------- | ----------------------------------------- | ----------------------------------------- | ----------------------------------------- | ----------------------------------------- | ----------------------------------------- | ----------------------------------- | ----------------------------------- | ----------------------------------- |
| 1                                                                                      | 1                                         | 31                                        | Al Unser Jr.                              | P                                         | MB                                        | 200                                       | 48                                        | 3:06:29.006                         | Team Penske                         | 20+1                                |
| 2                                                                                      | 4                                         | 12                                        | Jacques Villeneuve (R)                    | R                                         | F                                         | 200                                       | 7                                         | +8.600                              | Forsythe/Green Racing               | 16                                  |
| 3                                                                                      | 28                                        | 4                                         | Bobby Rahal                               | P                                         | I                                         | 199                                       | 0                                         | +1 okrążenie                        | Rahal/Hogan Racing                  | 14                                  |
| 4                                                                                      | 16                                        | 18                                        | Jimmy Vasser                              | R                                         | F                                         | 199                                       | 0                                         | +1 okrążenie                        | Hayhoe Racing                       | 12                                  |
| 5                                                                                      | 19                                        | 9                                         | Robby Gordon                              | L                                         | F                                         | 199                                       | 0                                         | +1 okrążenie                        | Walker Racing                       | 10                                  |
| 6                                                                                      | 5                                         | 8                                         | Michael Andretti                          | R                                         | F                                         | 198                                       | 0                                         | +2 okrążenia                        | Chip Ganassi Racing                 | 8                                   |
| 7                                                                                      | 24                                        | 11                                        | Teo Fabi                                  | R                                         | I                                         | 198                                       | 0                                         | +2 okrążenia                        | Jim Hall Racing                     | 6                                   |
| 8                                                                                      | 11                                        | 27                                        | Eddie Cheever                             | L                                         | M                                         | 197                                       | 0                                         | +3 okrążenia                        | Team Menard                         | 5                                   |
| 9                                                                                      | 22                                        | 14                                        | Bryan Herta (R)                           | L                                         | F                                         | 197                                       | 0                                         | +3 okrążenia                        | A.J. Foyt Enterprises               | 4                                   |
| 10                                                                                     | 10                                        | 33                                        | John Andretti                             | L                                         | F                                         | 196                                       | 0                                         | +4 okrążenia                        | A.J. Foyt Enterprises               | 3                                   |
| 11                                                                                     | 29                                        | 88                                        | Maurício Gugelmin (R)                     | R                                         | F                                         | 196                                       | 0                                         | +4 okrążenia                        | Chip Ganassi Racing                 | 2                                   |
| 12                                                                                     | 21                                        | 19                                        | Brian Till (R)                            | L                                         | F                                         | 194                                       | 0                                         | +6 okrążeń                          | Dale Coyne Racing                   | 1                                   |
| 13                                                                                     | 13                                        | 91                                        | Stan Fox                                  | R                                         | F                                         | 193                                       | 0                                         | Wypadek                             | Hemelgarn Racing                    | 0                                   |
| 14                                                                                     | 18                                        | 22                                        | Hiro Matsushita                           | L                                         | F                                         | 193                                       | 0                                         | +7 okrążeń                          | Dick Simon Racing                   | 0                                   |
| 15                                                                                     | 27                                        | 16                                        | Stefan Johansson                          | P                                         | I                                         | 192                                       | 0                                         | +8 okrążeń                          | Bettenhausen Racing                 | 0                                   |
| 16                                                                                     | 17                                        | 71                                        | Scott Sharp (R)                           | L                                         | F                                         | 186                                       | 0                                         | +14 okrążeń                         | PacWest Racing                      | 0                                   |
| 17                                                                                     | 3                                         | 2                                         | Emerson Fittipaldi                        | P                                         | MB                                        | 184                                       | 145                                       | Wypadek                             | Team Penske                         | 0+1                                 |
| 18                                                                                     | 8                                         | 28                                        | Arie Luyendyk                             | L                                         | I                                         | 179                                       | 0                                         | Awaria silnika                      | Indy Regency Racing                 | 0                                   |
| 19                                                                                     | 6                                         | 90                                        | Lyn St. James                             | L                                         | F                                         | 170                                       | 0                                         | +30 okrążeń                         | Dick Simon Racing                   | 0                                   |
| 20                                                                                     | 23                                        | 59                                        | Scott Brayton                             | L                                         | M                                         | 116                                       | 0                                         | Awaria silnika                      | Team Menard                         | 0                                   |
| 21                                                                                     | 2                                         | 5                                         | Raúl Boesel                               | L                                         | F                                         | 100                                       | 0                                         | Awaria pompy wody                   | Dick Simon Racing                   | 0                                   |
| 22                                                                                     | 7                                         | 1                                         | Nigel Mansell                             | L                                         | F                                         | 92                                        | 0                                         | Wypadek                             | Newman/Haas Racing                  | 0                                   |
| 23                                                                                     | 25                                        | 3                                         | Paul Tracy                                | P                                         | MB                                        | 92                                        | 0                                         | Awaria turbosprężarki               | Team Penske                         | 0                                   |
| 24                                                                                     | 14                                        | 99                                        | Hideshi Matsuda (R)                       | L                                         | F                                         | 90                                        | 0                                         | Wypadek                             | Beck Motorsports                    | 0                                   |
| 25                                                                                     | 30                                        | 45                                        | John Paul Jr.                             | L                                         | I                                         | 89                                        | 0                                         | Wypadek                             | ProFormance Racing                  | 0                                   |
| 26                                                                                     | 15                                        | 79                                        | Dennis Vitolo (R)                         | L                                         | F                                         | 89                                        | 0                                         | Wypadek                             | Dick Simon Racing                   | 0                                   |
| 27                                                                                     | 32                                        | 25                                        | Marco Greco (R)                           | L                                         | F                                         | 53                                        | 0                                         | Elektryka                           | Arciero Racing                      | 0                                   |
| 28                                                                                     | 26                                        | 7                                         | Adrián Fernández (R)                      | R                                         | I                                         | 30                                        | 0                                         | Awaria zawieszenia                  | Galles Racing                       | 0                                   |
| 29                                                                                     | 12                                        | 17                                        | Dominic Dobson                            | L                                         | F                                         | 29                                        | 0                                         | Wypadek                             | PacWest Racing                      | 0                                   |
| 30                                                                                     | 33                                        | 40                                        | Scott Goodyear                            | L                                         | F                                         | 29                                        | 0                                         | Awaria zawieszenia                  | King Racing                         | 0                                   |
| 31                                                                                     | 31                                        | 10                                        | Mike Groff                                | P                                         | I                                         | 28                                        | 0                                         | Wypadek                             | Rahal/Hogan Racing                  | 0                                   |
| 32                                                                                     | 9                                         | 6                                         | Mario Andretti                            | L                                         | F                                         | 23                                        | 0                                         | Układ paliwowy                      | Newman/Haas Racing                  | 0                                   |
| 33                                                                                     | 20                                        | 21                                        | Roberto Guerrero                          | L                                         | B                                         | 20                                        | 0                                         | Wypadek                             | Pagan Racing                        | 0                                   |
| P                                                                                      | Start                                     | Nr                                        | Kierowca                                  | N                                         | S                                         | Okrążeń                                   | NP                                        | Czas/Powód wycofania                | Zespół                              | Punkty                              |
| Zmiany na prowadzeniu: 10 pomiędzy 3 kierowcami                                        |                                           |                                           |                                           |                                           |                                           |                                           |                                           |                                     |                                     |                                     |
| Neutralizacje: 7 (43 okrążenia)                                                        |                                           |                                           |                                           |                                           |                                           |                                           |                                           |                                     |                                     |                                     |
| *N Nadwozia: L=Lola, P=Penske, R=Reynard                                               |                                           |                                           |                                           |                                           |                                           |                                           |                                           |                                     |                                     |                                     |
| *S Silnik: B=Buick, F=Cosworth-Ford, I=Ilmor, M=Menard (Buick), MB=Ilmor-Mercedes-Benz |                                           |                                           |                                           |                                           |                                           |                                           |                                           |                                     |                                     |                                     |
| Wszystkie samochody używały opon Goodyear                                              | Wszystkie samochody używały opon Goodyear | Wszystkie samochody używały opon Goodyear | Wszystkie samochody używały opon Goodyear | Wszystkie samochody używały opon Goodyear | Wszystkie samochody używały opon Goodyear | Wszystkie samochody używały opon Goodyear | Wszystkie samochody używały opon Goodyear | *NP – liczba okrążeń na prowadzeniu | *NP – liczba okrążeń na prowadzeniu | *NP – liczba okrążeń na prowadzeniu |